# Port-Jérôme-sur-Seine
Port-Jérôme-sur-Seine es una comuna nueva francesa situada en el departamento de Sena Marítimo, de la región de Normandía.

## Historia
Fue creada el 1 de enero de 2016, en aplicación de una resolución del prefecto de Sena Marítimo de 30 de noviembre de 2015 con la unión de las comunas de Auberville-la-Campagne, Notre-Dame-de-Gravenchon, Touffreville-la-Cable y Triquerville, pasando a estar el ayuntamiento en la antigua comuna de Notre-Dame-de-Gravenchon.

## Demografía
| Gráfica de evolución demográfica de Port-Jérôme-sur-Seine entre 1800 y 2013 |
|                                                                             |

Los datos entre 1800 y 2013 son el resultado de sumar los parciales de las cuatro comunas que forman la nueva comuna de Port-Jérôme-sur-Seine, cuyos datos se han cogido de 1800 a 1999, para las comunas de Auberville-la-Campagne, Notre-Dame-de-Gravenchon, Touffreville-la-Cable y Triquerville de la página francesa EHESS/Cassini. Los demás datos se han cogido de la página del INSEE.

## Composición
| Comuna delegada          | Código INSEE | Población (2013) | Superficie (km²) | Densidad (hab./km²) |
| ------------------------ | ------------ | ---------------- | ---------------- | ------------------- |
| Auberville-la-Campagne   | 76031        | 654              | 4.78             | 137                 |
| Notre-Dame-de-Gravenchon | 76476        | 8138             | 18.74            | 434                 |
| Touffreville-la-Cable    | 76701        | 400              | 3.97             | 101                 |
| Triquerville             | 76713        | 364              | 3.01             | 121                 |